# دون يي
دون يي (بالإنجليزية: Don Yee) هو وكيل رياضي أمريكي، ولد في 1960 في ساكرامنتو في الولايات المتحدة.